# Západní Kapsko
Západní Kapsko je provincie Jihoafrické republiky, která se nachází na jihozápadě země. Je v pořadí čtvrtá největší co do rozlohy (129,449 km²) i do počtu obyvatel (6,1 milionu). Dvě třetiny obyvatel provincie žijí v metropolitní oblasti Kapského Města, které je současně i hlavním městem provincie. Západní Kapsko bylo vytvořeno v roce 1994 rozdělením původní provincie Kapsko na tři provincie – Západní Kapsko, Východní Kapsko a Severní Kapsko.